# لی اکیرز (نیومکزیکو)
لی اکیرز (به انگلیسی: Lee Acres) یک منطقهٔ مسکونی در ایالات متحده آمریکا است که در نیومکزیکو واقع شده‌است. لی اکیرز ۵٬۸۵۸ نفر جمعیت دارد و ۱٬۶۸۳٫۱۳ متر بالاتر از سطح دریا واقع شده‌است.